# Златовласка

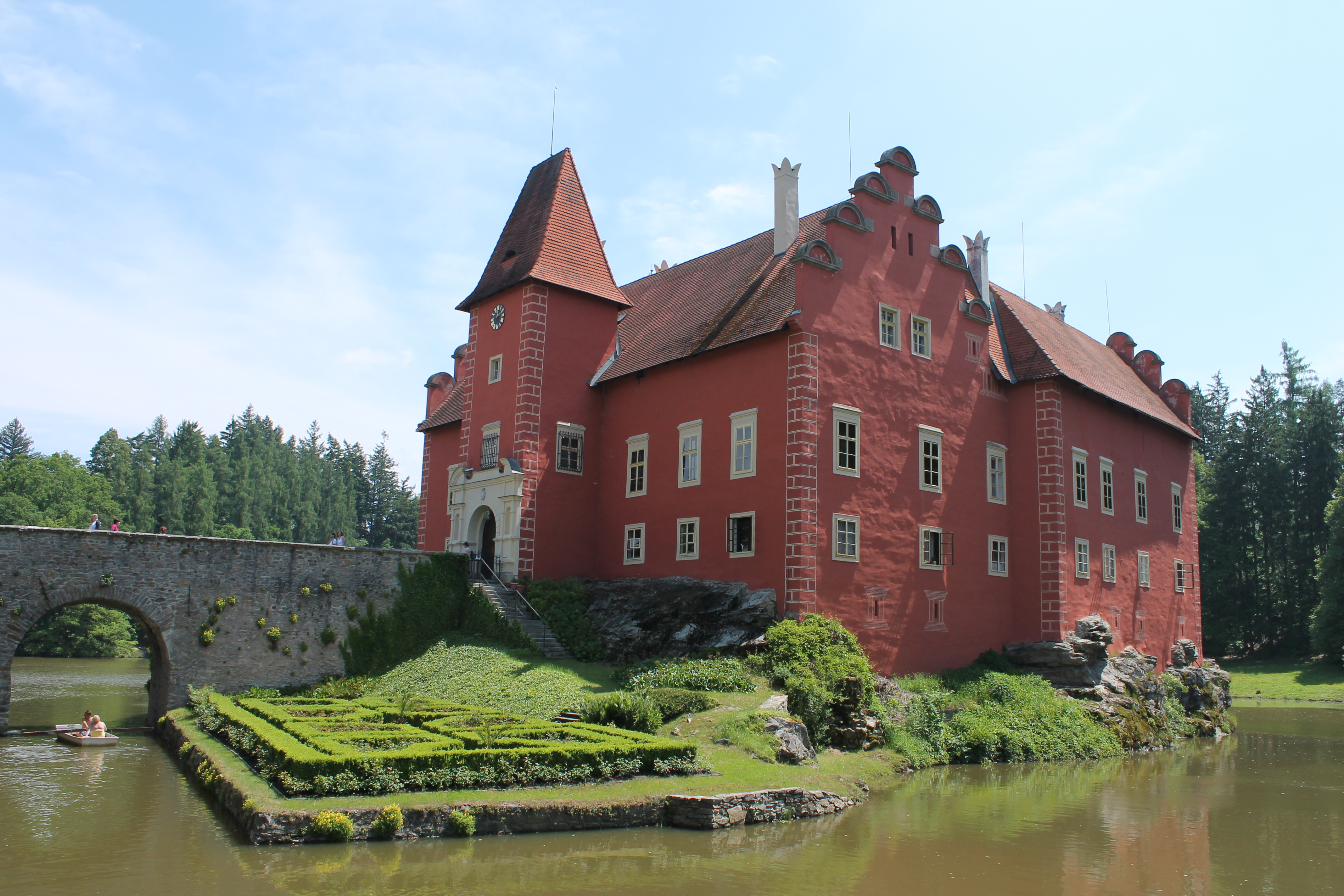
Замок Червена-Льгота XVI в., в котором снимались эпизоды фильма

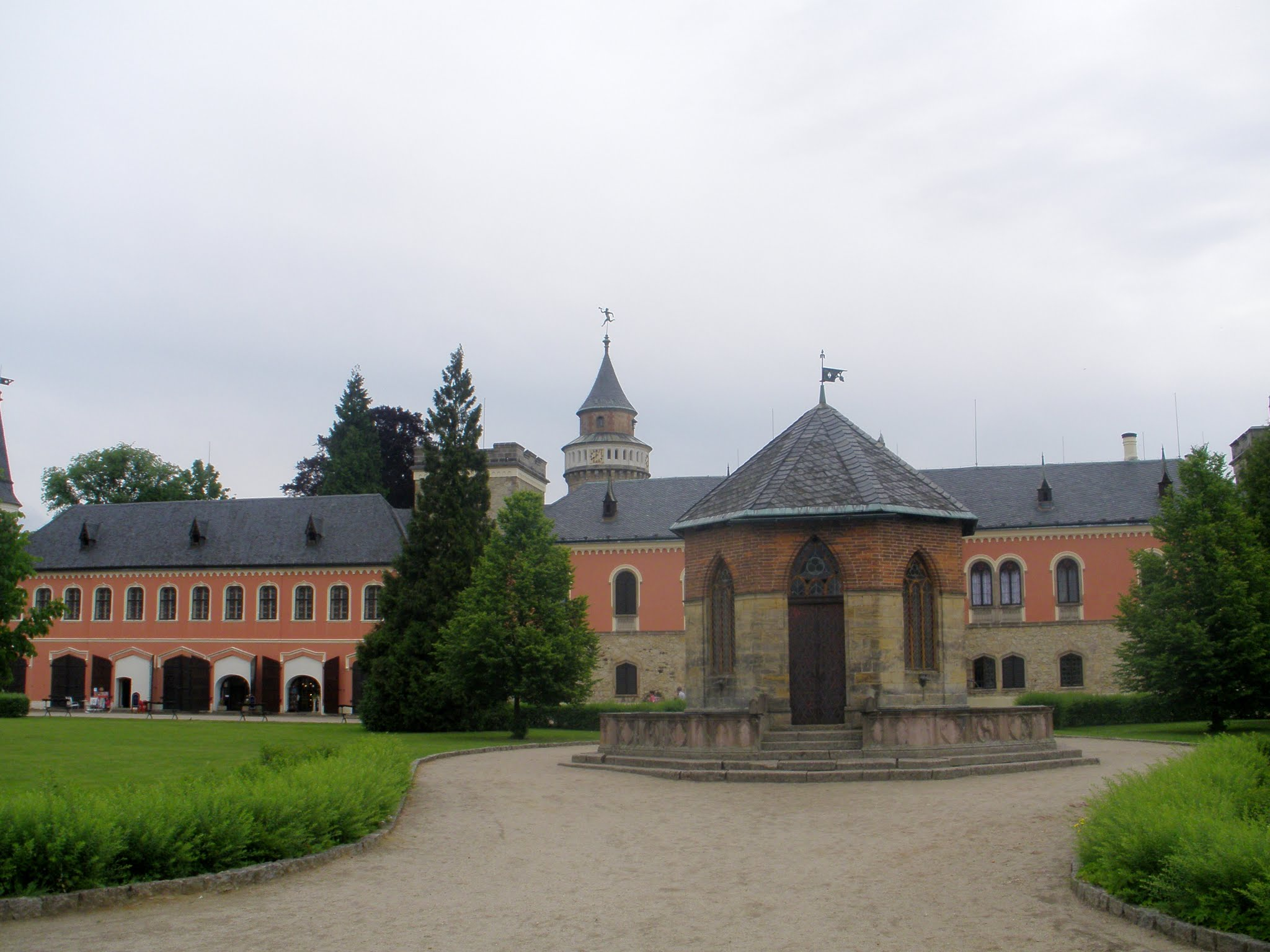
Замок Сихров XVII в., в котором снимались эпизоды фильма

«Златовла́ска»  (чеш. Zlatovláska) — музыкальный телефильм для детей, снятый в 1973 году пражской редакцией Чехословацкого телевидения по чешской народной сказке, записанной Карелом Яромиром Эрбеном. Музыку к фильму исполняет оркестр под управлением Карела Влаха, это стало последней работой знаменитого дирижёра для национального кинематографа. Фильм в закадровом многоголосом переводе на русский несколько раз демонстрировался в СССР, в первый раз в цикле передач «В гостях у сказки». В 2009 году вышел в России на DVD в серии «В мире сказок».

## Сюжет
В основе сказки лежит архетипический сюжет поедания героем змея (см. также), после чего обретается дар понимания языка птиц. Сказка была записана и обработана в XIX веке Карелом Яромиром Эрбеном и вошла в его сборник «Чешские сказки» («České pohádky»). На русском языке была пересказана в 1947 году Константином Паустовским, который высоко оценил художественные достоинства оригинала в специально написанном предисловии. Это предисловие не вошло в детское издание и было найдено и опубликовано уже после смерти писателя. В русском варианте, ныне вошедшем в школьные хрестоматии, Паустовским змея заменена на волшебную рыбу. Либо его смутила кажущаяся нелогичность ситуации (король хочет съесть змею), либо он посчитал такой вариант неуместным для маленьких читателей. В фильме, как и в самой чешской сказке, женщина-торговка приносит именно змею.
Фильм 1973 года был уже второй экранизацией одноименной сказки, но первой с живыми актёрами. До этого в 1955 году в Чехословакии же был снят цветной мультфильм.

### Краткое содержание
Иржик служит поваром у старого короля, обладающего на редкость скверным характером. Однажды уличная женщина-торговка предлагает венценосцу купить волшебную змею. Всякий, кто её приготовит и съест, якобы обретёт чудесный дар понимать язык птиц, зверей и насекомых. 
Король покупает волшебную змею и отдаёт её Иржику со строгим наказом — не пробовать самому ни кусочка. Иржик же считает, что уважающий себя повар не может подать блюдо, не попробовав его, и всё-таки съедает немного, а уже затем подаёт блюдо королю. Во время обеда оба слышат ссору за окном двух птиц, спорящих о том, которой из них достанется золотой волос с головы прекрасной принцессы. Так король узнаёт о Златовласке, но замечает, что Иржик тоже понимает язык зверей. 
Король желает жениться на Златовласке и нарочно отправляет за ней Иржика с приказом привести невесту во дворец. После многих приключений и злоключений, в которых Иржика выручает дар понимать язык зверей, юноша добывает королю принцессу, которая немало огорчена тем, что идти под венец ей придётся не с красавцем Иржиком, а со злым стариком. Король, с неудовольствием заметив симпатию Златовласки к Иржику, велит отрубить повару голову, но Златовласка мёртвой водой приращивает отсечённую голову к телу Иржика, а затем живой водой возвращает повара к жизни. Причём он становится даже красивее и моложе. 
Раздосадованный король сам хочет стать, как Иржик, молодым красавцем, но по ошибке выпивает не живую, а мёртвую воду, и умирает. Иржик сам женится на Златовласке и занимает королевский трон.

## В ролях
- (Дидичина Злата) — Златовласка (поёт Итка Молавкова[чеш.])
- Петр Степанек[чеш.] (Petr Štěpánek) — Иржик
- Иржи Голы[чеш.] (Jiří Holý) — старый король
- Ладислав Пешек (Ladislav Pešek) — король, отец Златовласки
- Мари Росулкова (Marie Rosůlková) — бабушка-торговка
- Йозеф Бек (Josef Bek) — генерал